# 515 (číslo)
Pět set patnáct je přirozené číslo. Následuje po čísle pět set čtrnáct a předchází číslu pět set šestnáct. Římskými číslicemi se zapisuje DXV a řeckými číslicemi φιε.

## Matematika
515 je:
- Deficientní číslo
- Poloprvočíslo
- Palindromické číslo
- Nešťastné číslo

## Astronomie
- (515) Athalia je planetka hlavního pásu, kterou objevil v roce 1903 Max Wolf

## Roky
- 515
- 515 př. n. l.